# Australotopus
Australotopus is een geslacht van wantsen uit de familie van de Miridae (blindwantsen). Het geslacht werd voor het eerst wetenschappelijk beschreven door Anna A. Namyatova en Gerasimos Cassis in 2016.

## Soorten
Het genus is monotypisch en bevat alleen de volgende soort:

- Australotopus cooperensis Namyatova & Cassis, 2016